# 柳瀨站

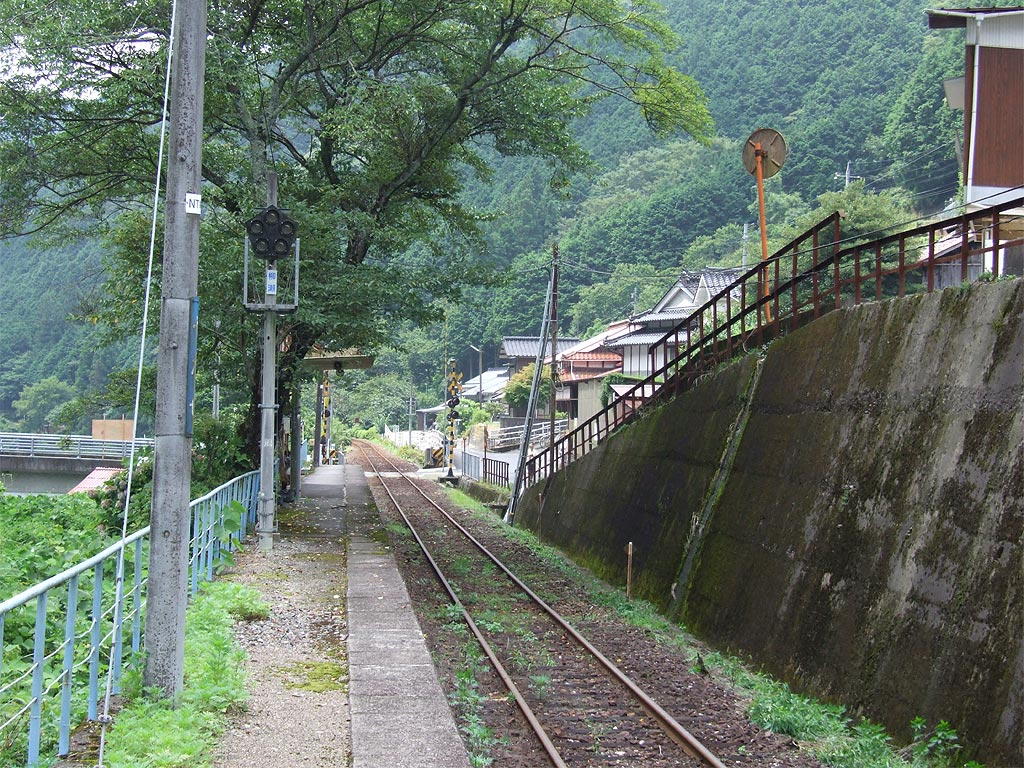
月台

柳瀨站（日语：／ Yanaze eki */?）是位於山口縣岩國市美川町四馬神柳瀨，錦川鐵道的錦川清流線車站。

## 歷史
- 1963年（昭和38年）10月1日 - 日本國有鐵道（國鐵）岩日線開設此站。
  - 當時車站位於山口縣玖珂郡美川町（日语：美川町 (山口県)）大字四馬神。
- 1987年（昭和62年）
  - 4月1日 - 伴隨國鐵分割民營化，車站由西日本旅客鐵道（JR西日本）營運。
  - 7月25日 - 由錦川鐵道接管岩日線[3]。
- 2006年（平成18年）3月20日 - 隨著岩國市（第二次）成立，車站地址變成現時的地址。

## 車站構造
車站是一座地面車站，設有1面1線的單式月台，錦町方向的列車會開啟右邊車門（靠川一邊）。
此站是無人車站，沒有車站大樓。月台上設有上蓋和候車室。位於月台靠近岩國一端設有車站出入口。車站內沒有廁所、商店（包含自動販賣機）。

## 車站周邊
河流對面設有國道187號。站前設有錦柳橋前往對面岸。
- 柳瀬自治會館
- 夏宿自治會館
- 夏宿山寳地院（真言宗醍醐派）[6]

## 巴士路線
在站前對面岸的國道187號上設有岩國市生活交通巴士「柳瀬橋」巴士站。巴士站距離車站約150米，步行約2分鐘。
路線資料截至2017年12月，巴士班次較少，且年尾年頭（12月31日～1月2日）暫停服務。
- 錦中學前 - 錦町站 - 柳瀨橋 - 根笠站前（ - 大正橋） - 小鄉橋 （除了星期三外毎日行走）
- 錦中央醫院前 - 柳瀨橋 - 本鄉口 - 廣瀨橋 - 周防本鄉 （除了假日外，逢星期一至五行走）
- 西谷 - 柳瀨橋 - 本鄉口 - 福田醫院前  （除了假日外，只於星期一、三行走）

## 相鄰車站
錦川鐵道
錦川清流線
河山－柳瀨－錦町

## 注腳
1. ↑  .   [2021年4月20日]. （原始内容存档于2021年3月5日） （日语）.
2. 1 2  . 錦川鐵道.   [2017-12-17]. （原始内容存档于2018-01-15） （日语）.
3. ↑  . 鐵道雜誌（日语：鉄道ジャーナル） (鐵道雜誌社). 1987-07, 21 (8): 128–129 （日语）.
4. 1 2 3 4  Google Inc.  (地图). Google Inc. 2017-12-17  [2017-12-17].
5. 1 2  Google Inc.  (地图). Google Inc. 2017-12-17  [2017-12-17].
6. ↑  Google Inc.  (地图). Google Inc. 2017-12-17  [2017-12-17].
7. ↑  Google Inc.  (地图). Google Inc. 2017-12-17  [2017-12-17].
8. ↑  . Goo地圖（日语：Goo地図）.   [2017-12-17]. （原始内容存档于2021-05-26） （日语）.
9. ↑   (PDF). 岩國市. 2017-03-04  [2017-12-17]. （原始内容存档 (PDF)于2017-12-08） （日语）.
10. ↑   (PDF). 岩國市. 2017-03-04  [2017-12-17]. （原始内容 (PDF)存档于2017-12-22） （日语）.
11. ↑   (PDF). 岩國市. 2017-04-01  [2017-12-17]. （原始内容 (PDF)存档于2017-12-22） （日语）.

## 外部連結
- 錦川清流線各站介紹 柳瀨站 （页面存档备份，存于）（日語）（錦川鐵道）